# 안쪽넙다리휘돌이동맥
안쪽넙다리휘돌이동맥(medial circumflex femoral artery), 또는 내측대퇴회선동맥(內側大腿回旋動脈)은 넙다리뼈목에 혈액을 공급하는 데 도움을 주는 위쪽 넓적다리의 동맥이다. 넙다리뼈목의 골절에 의해 이 동맥이 손상되면 넙다리뼈 머리와 목에 허혈로 인한 무혈성 괴사가 일어날 수 있다.

## 구조
안쪽넙다리휘돌이동맥은 깊은넙다리동맥의 뒤안쪽 면에서 갈라져 나와 넙다리뼈의 안쪽 주위를 감고 돌아 먼저 두덩근과 엉덩허리근 사이를 지나고, 바깥폐쇄근과 짧은모음근 사이를 주행한다.
깊은넙다리동맥에서 갈라지는 것이 정상이지만 때때로 넙다리동맥에서 직접 갈라져 나올 수 있다.

### 가지
짧은모음근의 위쪽 경계에서 두 개의 가지를 낸다.
- 오름가지
- 내림가지는 짧은모음근 아래로 내려오면서 짧은모음근과 큰모음근에 혈액을 공급한다. 이후 내림가지는 계속해서 뒤로 지나가며 얕은가지, 깊은가지, 절구가지(acetabular branches)로 나뉜다.
  - 얕은가지
  - 깊은가지
  - 절구가지

## 같이 보기
- 가쪽넙다리휘돌이동맥

## 추가 이미지

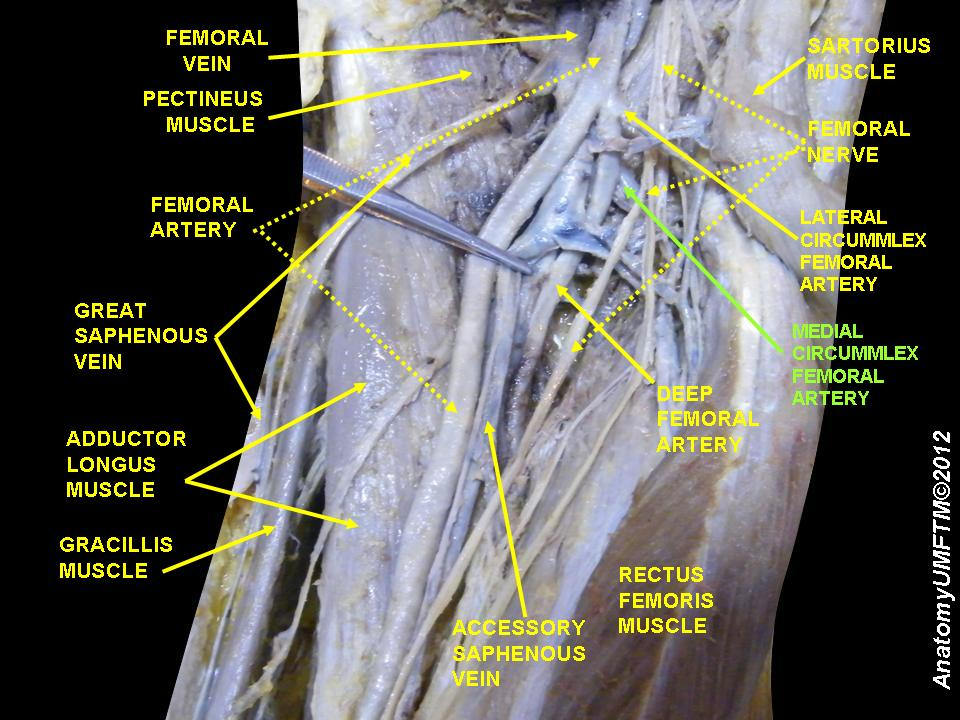
안쪽넙다리휘돌이동맥.

## 참고 문헌
이 문서는 현재 퍼블릭 도메인에 속하는 그레이 해부학 제20판(1918) page 630의 내용을 기초로 작성된 글이 포함되어 있습니다.
1. ↑  Mannella, P.; Galeotti, R.; Borrelli, M.; Benea, G.; Traina, G. C.; Massari, L.; Chiarelli, G. M. (1986년 6월). “[Selective arteriography in fractures of the femur head]”. 《La Radiologia Medica》 72 (6): 462–465. ISSN 0033-8362. PMID 3715086.
2. ↑  Al-Talalwah, Waseem (2015년 3월 28일). “The medial circumflex femoral artery origin variability and its radiological and surgical intervention significance”. 《SpringerPlus》 4: 149. doi:10.1186/s40064-015-0881-2. ISSN 2193-1801. PMC 4392035. PMID 25883882.